# Axel Svartengren
Axel Fredrik Svartengren, född 10 september 1845 i Uppsala, död 13 februari 1923 i Ulricehamn, var en svensk läkare.
Svartengren blev student vid Uppsala universitet 1865, medicine kandidat 1872 och medicine licentiat vid Karolinska Institutet i Stockholm 1877. Han var provinsialläkare i Piteå distrikt 1877–1879 och i Överluleå distrikt 1879–1900, tillika järnvägsläkare vid bandelen Sunderbyn–Murjek vid Malmbanan 1891–1900 och provinsialläkare i Uddevalla distrikt från 1900 till 1905, då han erhöll avsked med pension.